# Fredane
A Fredane egy folyó Olaszország Campania régiójában. Guardia Lombardi település mellett ered, áthalad Avellino megyén és Luogosano mellett a Calore Irpinóba ömlik.